# جان ویلفرد استانیر
جان ویلفرد استانیر (انگلیسی: John Stanier; ۶ اکتبر ۱۹۲۵ – ۱۰ نوامبر ۲۰۰۷) فرد نظامی بود. وی همچنین برندهٔ جوایزی همچون نشان حمام و نشان امپراتوری بریتانیا شده‌است.
یک افسر ارشد ارتش بریتانیا بود که از سال ۱۹۸۲ تا ۱۹۸۵ به عنوان رئیس ستاد کل خدمت کرد. او اولین کسی بود که پس از جنگ جهانی دوم، بدون اینکه در آن جنگ یا هیچ عملیات نظامی پس از آن خدمت فعالی داشته باشد، به عنوان رئیس حرفه‌ای ارتش بریتانیا منصوب شد.